# Politolana obtusispina
Politolana obtusispina är en kräftdjursart som först beskrevs av Brian Frederick Kensley1975.  Politolana obtusispina ingår i släktet Politolana och familjen Cirolanidae. Inga underarter finns listade i Catalogue of Life.